# Atrophaneura kotzebuea
Pachliopta kotzebuea là một loài bướm thuộc họ Papilionidae. Nó được tìm thấy ở Philippines.

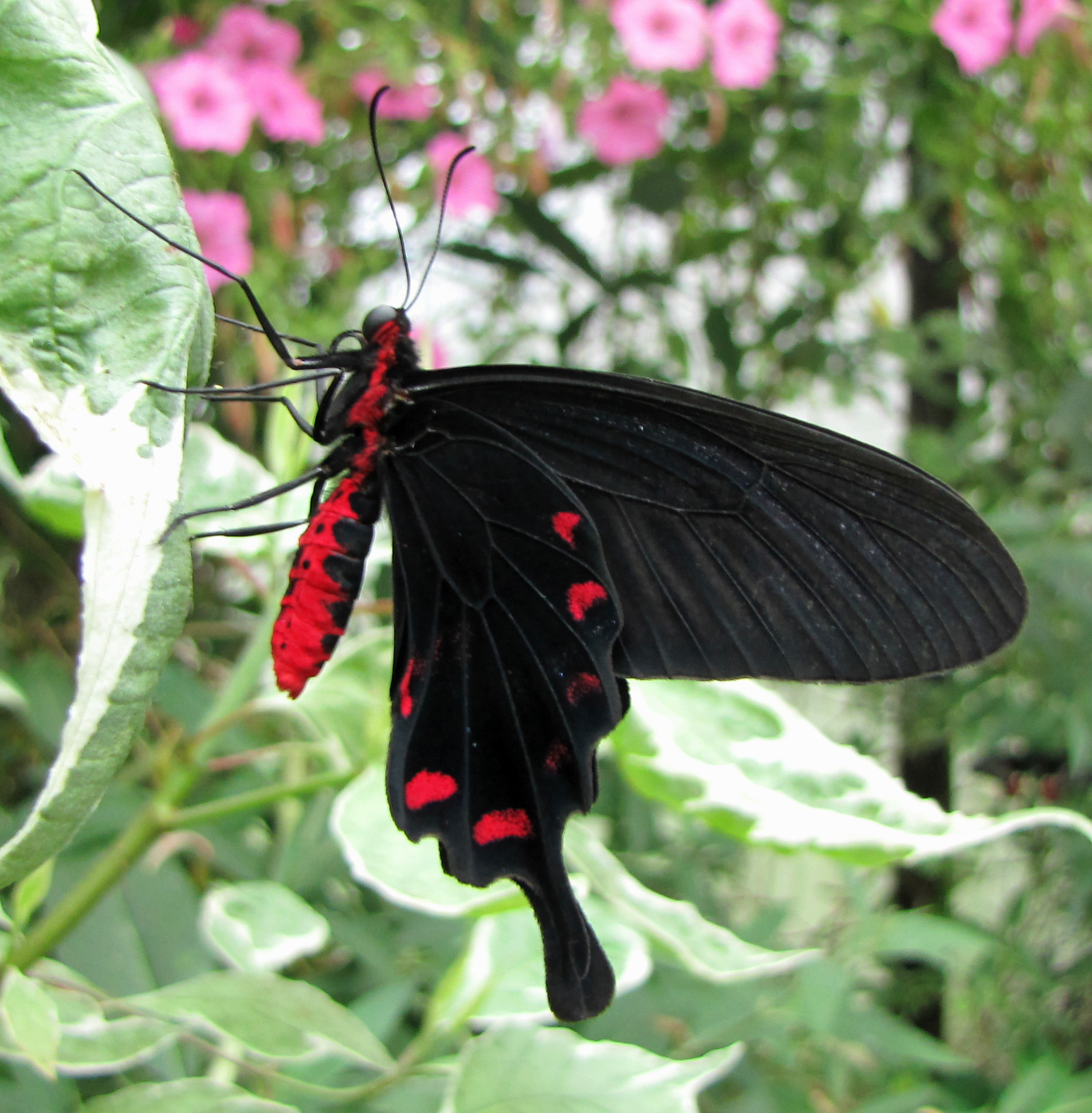
underside

Nó ăn cây Aristolochia.

## Phân loài
- P. k. bilara (Page & Treadaway, 1995) (Philippines (Bohol, Cebu))
- P. k. deseilus (Fruhstorfer, 1911) (Philippines (Mindoro, Marinduque, Masbate, Ticao, Panay, Negros, quần đảo Sibuyan))
- P. k. kotzebuea (Philippines (tây và trung Luzon))
- P. k. mataconga (Page & Treadaway, 1995) (Philippines (nam Luzon))
- P. k. philippus (Semper, 1891) (Philippines (Samar, Leyte, Dinagar, Mindanao, Panaon, Camiguin de Mindanao, Siargao, Homonhon, Sarangani))
- P. k. tindongana (Page & Treadaway, 1995) (Philippines (đông bắc Luzon, Babuyanes))

## Hình ảnh

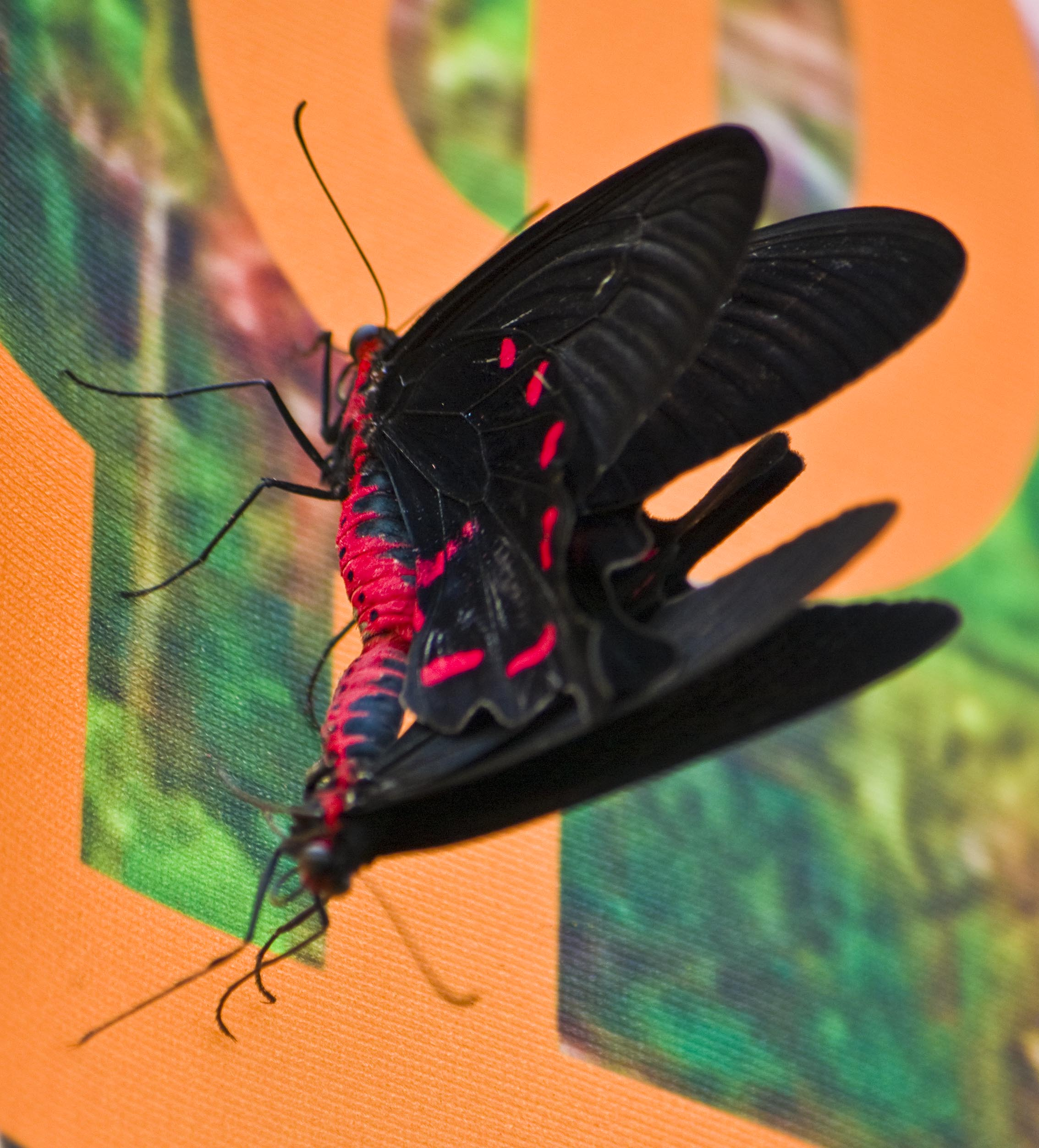